# Ranto Panyang Timur
Ranto Panyang Timur is een bestuurslaag in het regentschap Aceh Barat van de provincie Atjeh, Indonesië. Ranto Panyang Timur telt 628 inwoners (volkstelling 2010).